# Relaciones Chile-Senegal
Las relaciones Chile-Senegal son las relaciones internacionales entre la República de Chile y la República del Senegal.

## Historia

### sigloXX
Las relaciones diplomáticas entre Chile y Senegal fueron establecidas en 1962.

## Relaciones comerciales
En 2022, el intercambio comercial entre ambos países ascendió a los 1,13 millones de dólares estadounidenses, lo que supuso un 11,5% de crecimiento promedio anual en los últimos cinco años. Los principales productos exportados por Chile fueron preparaciones y conservas de carne bovina y uvas frescas, mientras que Senegal exportó mayoritariamente aceite de pescado.

## Misiones diplomáticas
- La embajada de Chile en Marruecos concurre con representación diplomática a Senegal.[3]
- La embajada de Senegal en Brasil concurre con representación diplomática a Chile.[3]